# Macintosh LC 575
De Macintosh LC 575 is een personal computer die ontworpen, gefabriceerd en verkocht werd op de onderwijsmarkt door Apple Computer van november 1994 tot maart 1996. De consumentenversies werden vanaf februari 1994 aangeboden als de Performa 575, 577 en 578.
De LC 575 gebruikt dezelfde alles-in-één-behuizing als de LC 520/550 maar is gebaseerd op de architectuur van de LC 475 met een 68LC040-processor met een kloksnelheid van 33 MHz in plaats van 25 MHz. De LC 575 had een cd-romspeler met een gewone schuiflade en was de eerste Macintosh met een communicatieslot waar een interne modem of Ethernet-kaart kon geïnstalleerd worden. Dit communicatieslot werd ook in de meeste latere LC-modellen gebruikt.
De computer werd gewaardeerd voor zijn kwalitatief beeld en geluid, goede prestaties en de mogelijkheid om later met een PowerPC-processor uitgerust te worden. Het moederbord van de LC 575 was bovendien populair bij gebruikers die hun Color Classic wilden upgraden.
Het LC-model werd opgevolgd door de LC 580 in de budgetreeks en door de Power Macintosh 5200 LC met PowerPC-processor in de duurdere reeks. De Performa-varianten werden verkocht totdat de 580 werd stopgezet.  

## Modellen
Beschikbaar vanaf 1 februari 1994:
- Macintosh Performa 575:[2] 5 MB RAM en 250 MB harde schijf
- Macintosh Performa 577:[3] 5 MB RAM en 320 MB harde schijf
- Macintosh Performa 578:[4] 8 MB RAM en 320 MB harde schijf

Beschikbaar vanaf 3 november 1994:
- Macintosh LC 575:[5] 5 MB RAM en 160 MB harde schijf (uitsluitend voor Amerikaanse onderwijsinstellingen)

## Specificaties
- Processor: Motorola 68LC040, 33 MHz
- FPU : geen
- Systeembus snelheid: 33 MHz
- ROM-grootte: 1 MB
- Databus: 32 bit
- RAM-type: 80 ns 72-pin SIMM
- Standaard RAM-geheugen: 5 MB
  - Uitbreidbaar tot maximaal 36 MB[a]
  - RAM-sleuven: 1
- Standaard video-geheugen: 512 kB VRAM[b]
  - Uitbreidbaar tot maximaal 1 MB VRAM[c]
  - VRAM-sleuven: 2
- Standaard diskettestation: 3,5-inch, 1,44 MB (manuele ingave)
- Standaard harde schijf: 160 MB (SCSI)
- Standaard optische schijf: ingebouwde Apple CD 300+ cd-romspeler (SCSI)[d]
- Uitbreidingssleuven: PDS, comm
- Type batterij: 4,5 volt Alkaline
- Beeldscherm: 14-inch (35,5 cm) Sony Trinitron-kleurenscherm
- Uitgangen:
  - 1 ADB-poort (mini-DIN-4) voor toetsenbord en muis
  - 1 SCSI-poort (DB-25)
  - 2 seriële poorten (mini-DIN-8)
  - 1 audio-uit (3,5 mm jackplug)
  - 1 audio-in (3,5 mm jackplug)
  - 1 hoofdtelefoon (3,5 mm jackplug)
- Ondersteunde systeemversies: 7.1 t/m 8.1
- Afmetingen: 45,5 cm x 34,4 cm x 42,0 cm (h×b×d)
- Gewicht: 18,4 kg

Uit productie: 1984: Macintosh 128K, Macintosh 512K · 1985: Macintosh XL · 1986: Macintosh Plus · 1987: Macintosh II, Macintosh SE · 1988: Macintosh IIx · 1989: Macintosh SE/30, Macintosh IIcx, Macintosh IIci, Macintosh Portable · 1990: Macintosh IIfx, Macintosh Classic, Macintosh IIsi, Macintosh LC serie · 1991: Macintosh Quadra 700, Macintosh Quadra 900, Apple PowerBook · Macintosh Classic II · 1992: Macintosh IIvx, Macintosh Quadra 950, PowerBook Duo, Macintosh Performa serie · 1993: Macintosh Centris serie, Macintosh Color Classic, Macintosh TV · Apple Workgroup Server · 1994: Power Macintosh · 1997: Power Macintosh G3, PowerBook G3, Twentieth Anniversary Macintosh · 1998: iMac · 1999: iBook, Power Mac G4 · 2000: Power Mac G4 Cube · 2001: PowerBook G4 · 2002: eMac, iMac G4 · 2003: Xserve, Power Mac G5 · 2004: iMac G5 · 2005: Mac mini · 2006: MacBook · 2015: MacBook (Retina) · 2017: iMac Pro

Huidige modellen: MacBook Air, MacBook Pro, iMac, Mac mini, Mac Studio, Mac Pro